# Ch-58

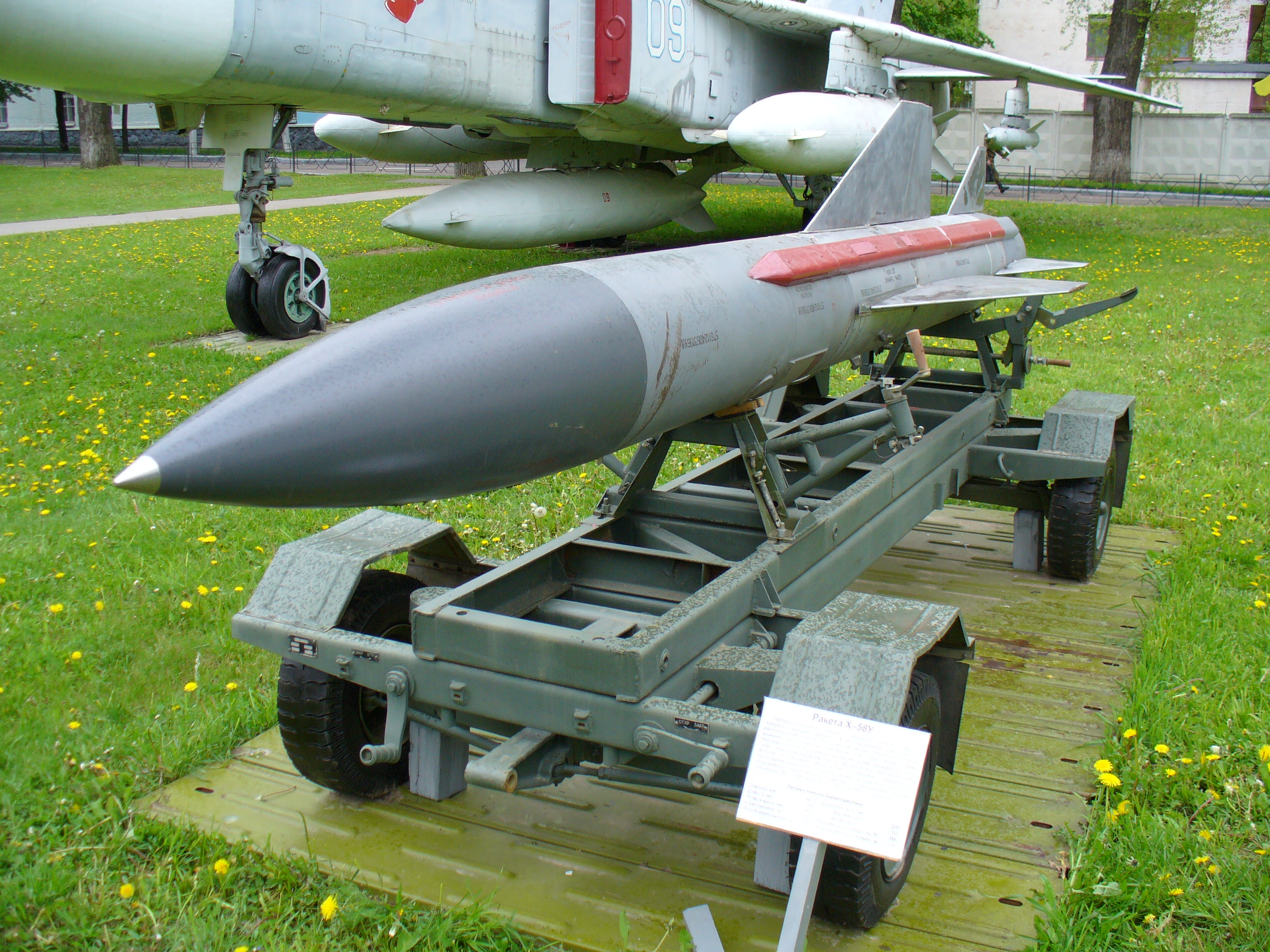
Raketa Ch-58U v ukrajinském muzeu

Ch-58 (rusky Х-58; kód NATO: AS-11 Kilter) je sovětská protiradiolokační střela s dosahem 120 km. V roce 2004 byla varianta Ch-58U stále hlavní protiradiolokační střelou Ruska a jeho spojenců. Nahrazována je střelou Ch-31.

## Vývoj
Ch-58 byla vyvinuta jako nástupce střely Ch-28 na kapalné palivo. Cílem bylo vyvinout protiradiolokační řízenou střelu, která by s raketovým motorem na tuhé palivo měla dosah kolem 100 km. Vývoj začal v roce 1972 v konstrunkční kanceláři Raduga v Moskvě. Jako primární nosiče měly sloužit letouny MiG-25BM a Suchoj Su-24. První letové zkoušky byly provedeny v roce 1977 s upraveným Antonovem An-12. V roce 1982 byla Ch-58 konečně představena sovětskému letectvu a v roce 1989 byla poprvé představena veřejnosti. Je považována za sovětský ekvivalent americké AGM-88 HARM, vyráběné od roku 1983. Oproti ní je větší, těžší, rychlejší, s více než dvojnásobnou hmotností a delším doletem.